# Marc Basseng
Marc Basseng (ur. 12 grudnia 1978 roku w Engelskirchen) – niemiecki kierowca wyścigowy.

## Kariera
Basseng rozpoczął karierę w wyścigach samochodowych w 1997 roku od startów Porsche Supercup, gdzie jednak nie zdobywał punktów. W późniejszych latach pojawiał się także w stawce Niemieckiego Pucharu Porsche Carrera, Renault Sport Clio Trophy, Renault Sport Clio V6 Trophy, Renault Clio Cup Germany, VLN Endurance, Dutch Winter Endurance Series, ADAC Volkswagen Polo Cup, Le Mans Series, FIA GT3 European Championship, Grand American Rolex Series, American Le Mans Series, 24h Nürburgring, FIA GT Championship, 24 Hours of Spa, ADAC GT Masters, FIA GT1 World Championship, 24H Series, Blancpain Endurance Series, Bathurst 12 Hour Race, FIA GT Series, World Touring Car Championship (13 miejsce w 2013 roku), Blancpain Sprint Series, United Sports Car Championship oraz Dunlop 24H Dubai.